# Werner Zimmer
Werner Zimmer (ur. 27 listopada 1929 w Püttlingen, zm. 29 kwietnia 2019 w Riegelsbergu) – zapaśnik z Protektoratu Saary i RFN walczący w stylu klasycznym. Olimpijczyk z Helsinek 1952, gdzie zajął dwunaste miejsce w kategorii do 52 kg.
Zajął dziewiętnaste miejsce na mistrzostwach świata w 1955 roku.

## Letnie Igrzyska Olimpijskie 1952
| Konkurencja          | Rundy eliminacyjne  | Rundy eliminacyjne  | Klas. końcowa |
| Konkurencja          | Przeciwnik I        | Przeciwnik II       | Miejsce       |
| -------------------- | ------------------- | ------------------- | ------------- |
| 52 kg styl klasyczny | Heini Weber (GER) P | Leo Honkala (FIN) P | 12.           |